# Уманський тепличний комбінат
«Уманський тепличний комбінат» — підприємство харчової промисловості України, теплиця, зайняте у галузі вирощування і реалізації помідорів та огірків. Розташоване у місті Умань Черкаської області.

## Історія
Підприємство «Уманський тепличний комбінат» засноване в 1974 році як Уманський міжколгоспний навчально-виробничий тепличний комбінат. Його засновником та першим директором був Руденко Андрій Олександрович. Другим директором став Микола Васильович Гордій.
Незабаром після створення комбінат став постійним учасником і лауреатом ВДНГ УРСР та СРСР, де 1979 року нагороджений золотою медаллю. У 1981 році взяв участь у виставці «Агро-81», що проходила у німецькому місті Лейпциг.
На комбінаті у 2000 році створено єдину в Україні[джерело?] с/г лабораторію ґрунтів, води та добрив.
У 2002 році загальними зборами трудового колективу прийнято рішення про реструктуризацію підприємства.
З 2003 року розпочалося нарощення виробництва сільськогосподарської продукції закритого ґрунту, зросли обсяги інвестування коштів у виробництво.
У 2004 році введено в експлуатацію 2 га нових теплиць європейського типу, у 2005 році – ще 2 га, у 2006 – 4 га. Здійснюються роботи по завершенню будівництва чергових 10 га теплиць в м. Тальне.
У 2006 році було завершено будівництво частини теплиць європейського типу, придбано новітню сортувальну лінію. Відтоді продукція підприємства випускається під торговою маркою «З ГРЯДКИ».

## Економічні показники
- 2006 рік:

томати — 6 492 тонни;
огірки — 1677 тонн
- 2007 рік:

томати — 8100 тонн;
огірки — 2757 тонн

## Асортимент продукції
- Помідори: томат червоний, біф-томат, томат китицевий, томат рожевий, томат жовтий.
- Огірки': огірок партенокарпічний шипуватий, огірок партенокарпічний гладкий.

## Ринки збуту
- ТОВ «METRO Cash & Carry»
- ЗАТ «Фоззі»
- ЗАТ «Фруктова овочева компанія»